# 松本金太郎 (能楽師)
松本金太郎（まつもと きんたろう、1843年10月12日（天保14年9月19日） - 1914年（大正3年）12月16日）は、シテ方宝生流能楽師。宝生九郎の高弟。
加賀藩お抱えの葛野流大鼓方中田万三郎の次男。宝生流シテ方の松本家に養子に入る。宝生九郎を支え、その片腕となって明治期の宝生流を復興した重鎮。晩年の徳川慶喜に謡曲を指南。その芸風は墨絵の名画にも喩えられ、後進の指導に大きな力があった。
次男が松本長。孫に松本惠雄、松本たかし。泉鏡花は甥（妹・鈴の子）。

## 参考書籍
- 西野春雄・羽田昶『能・狂言事典』（平凡社、1987年）